# FM 라디오 니가타

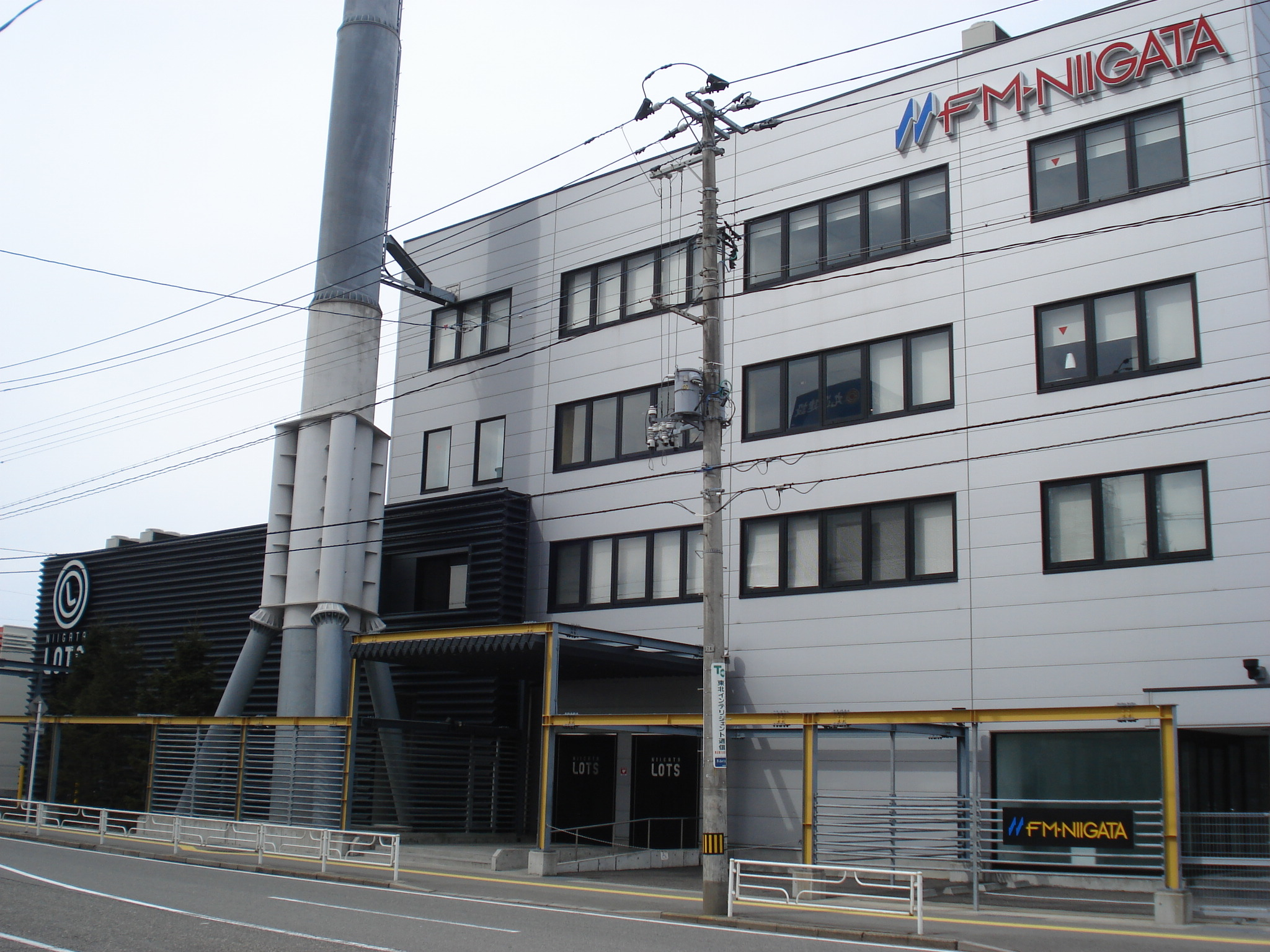
FM 라디오 니가타

FM라디오니가타는 일본의 FM라디오 방송국으로 1987년 10월 1일 개국했으며 니가타현에서 방송을 실시하고 있다.
JFN에 가맹했으며 애칭은 FM-NIIGATA, 콜사인은 JOXU-FM이다.

## 연혁
- 1987년 4월 10일 회사 설립
- 1987년 10월 1일 개국
- 1995년 4월 1일　FM 문자다중방송 개시
- 1997년 1월 22일　이토이가와 중계국·에치고유자와 중계국 가동 개시
- 1998년 12월 17일　쓰가와 중계국·쓰난 중계국 가동 개시
- 2014년 3월 31일　FM 문자다중방송 종료

## 주파수
- 니가타 방송국:77.5MHz(출력:1KW)
- 다카다 중계국:84.7MHz(출력:30W)
- 다이와 중계국:86.5MHz(출력:1KW)
- 야스즈카 중계국:80.4MHz(출력:10W)
- 이토이가와 중계국:79.2MHz(출력:100W)
- 에치고유자와 중계국:81.7MHz(출력:1W)
- 쓰가와 중계국:80.2MHz(출력:10W)
- 쓰난 중계국:80.2MHz(출력:10W)

## 니가타현에 있는 다른 텔레비전·라디오 방송국
- NHK 니가타 방송국
- TV 니가타 방송망(TeNY)(니혼 TV 계열)
- 니가타 TV21(UX)(TV 아사히 계열)
- 니가타 방송(BSN)(TV는 도쿄 방송 계열, 라디오는 JRN&NRN계열)
- 니가타 종합 TV(NST)(후지 TV 계열)
- 니가타현민 FM방송(독립 라디오 방송국)